# Aleksandrijska knjižnica
Kraljeva knjižnica v Aleksandriji ali Antična aleksandrijska knjižnica v Aleksandriji v Egiptu je bila ena največjih in najpomembnejših knjižnic v starodavnem svetu. Posvečena je bila muzam, devetim boginjam umetnosti. Cvetela je pod pokroviteljstvom Ptolemajske dinastije in je delovala kot glavno središče znanstvenikov od nastanka v 3. stoletju pr. n. št. do rimske osvojitve Egipta leta 30. pr. n. št., z zbirkami del, predavalnicami, dvoranami za srečanja in vrtovi. Aleksandrija je bila središče znanja in učenja predvsem zaradi Velike knjižnice. Knjižnica je bila del večje raziskovalne institucije, imenovane Aleksandrijski muzej, kjer so študirali številni najbolj znani misleci antičnega sveta.
Načrte za knjižnico je naredil Ptolemaj I. Soter, ki je bil makedonski general in naslednik Aleksandra Velikega, verjetno na predlog Demetrija Falerunskega, izobčenega atenskega državnika, ki je živel v Aleksandriji. Knjižnice sáme verjetno niso zgradili vse do vladavine Ptolemaja II. Filadelfa. Večina knjig je bila shranjenih kot zvitki papirusa. Ni natančno znano, koliko takih zvitkov je bilo nameščenih v katerem obdobju, vendar se ocene gibljejo od 40.000 do 400.000. Ta knjižnica je najbolj znana po tem, da je pogorela, kar je povzročilo izgubo številnih zvitkov in knjig; uničenje je postalo simbol izgube kulturnega znanja. Viri se razlikujejo glede tega, kdo je bil odgovoren za njeno uničenje in kdaj se je zgodilo. Knjižnica je lahko v resnici utrpela več požarov v različnih letih. Poleg požara je vsaj en potres poškodoval mesto in knjižnico. Morda je delno ali popolnoma uničil Aleksandrijsko knjižnico ogenj, ki ga je povzročila vojska Julija Cezarja leta 48. pr. n. št., ali pa napad Avrelijana leta 270.
Ko je bila glavna knjižnica uničena, so znanstveniki uporabili »hčerinsko knjižnico« v templju, znanem kot Serapeum, ki je stal v drugem delu mesta. Kot pravi Sokrat Sholastik, je koptski papež Teofil uničil Serapeum leta 391, čeprav ni jasno, kaj je vseboval in ali je vseboval pomembne dokumente, ki so bili prej v glavni knjižnici.

## Stavba
Natančna oblika knjižnice ni znana, vendar starodavni viri opisujejo knjižnico iz Aleksandrije, ki so jo sestavljali zbirka zvitkov, grški stebri, peripatos – sprehajalni hodnik, prostor skupne jedilnice, čitalnica, dvorane za sestanke, vrtove in predavalnice, kar ustvarja model sodobnega univerzitetnega kampusa [4]. Znano je, da je knjižnica imela oddelek za prevzem (morda zgrajen v bližini gomile ali bližje pristanišču) in katalogizacijski oddelek. Dvorana je imela police za zbirke papirusnih zvitkov, znanih kot 'bibliothekai (βιβλιοθῆκαι). Po priljubljenem opisu se napis nad policami glasil: kraj zdravljenja duše.
Knjižnica je bila le del Aleksandrijskega muzeja (Musaeum), ki je deloval kot nekakšen raziskovalni inštitut. Musaeum je poleg knjižnice imel tudi prostore za študij astronomije, anatomije in celo živalski vrt z eksotičnimi živalmi. Klasični misleci, ki so študirali, pisali in eksperimentirali v Musaeumu, so velika imena filozofije, matematike, astronomije, fizike, geometrije, inženiringa, geografije, fiziologije in medicine. To so bili med drugimi: Evklid, Arhimed, Eratosten, Herofil, Erasistrat, Hiparh, Eedesij, Papos Aleksandrijski, Teon II., Hipatija in Aristarh.

## Zbirka
Velikost zbirke v določenem obdobju ni mogoče določiti z gotovostjo. Papirusni zvitki so predstavljali zbirko in čeprav so bili po letu 300 pr. n. št. uporabljeni kodeksi, Aleksandrijska knjižnica nikoli ni bila dokumentirana ko je prešla na pergament, morda zaradi močnih povezav s trgovino s papirusom. (Aleksandrijska knjižnica je bila posredno vzrok pri ustvarjanju pisanja na pergament - zaradi kritične potrebe knjižnice po papirusu, malo ga je bilo izvoženega in zato je postal nadomestni vir gradiva za kopiranje).
En sam predmet pisanja bi lahko zasedel več zvitkov in delitev v samostojne »knjige« je bil glavni vidik uredniškega dela. Kralj Ptolemaj II. Filadelf (309-246 pr. n. št.) je določil 500.000 zvitkov kot cilj knjižnice. Mark Antonij je domnevno dal Kleopatri več kot 200.000 zvitkov za knjižnico kot poročno darilo, vzeto iz velike Pergamonske knjižnice, a to nekateri zgodovinarji štejejo za propagandno trditev, ki naj bi pomenila prikazovanje Antonijeve lojalnosti Egiptu in ne Rimu. Kalimahov knjižnični indeks je bil izgubljen s preostalo knjižnico in z gotovostjo ni mogoče vedeti, kako velika in kako raznolika je bila kolekcija. Knjižnica naj bi imela na svojem višku skoraj pol milijona zvitkov, čeprav zgodovinarji razpravljajo o natančnem številu (najvišje ocene pravijo 400.000 zvitkov, medtem ko so najbolj konzervativne ocene govorijo o 40.000, kar je še vedno ogromna zbirka, ki je zahtevala velik skladiščni prostor). Ta knjižnica, z največjim deležem starin, je zbirala z napornim kopiranjem izvirnikov. Galen je govoril o tem, kako so bile vse ladje, ki so obiskale mesto, dolžne predati svoje knjige za takojšnje kopiranje. Lastniki so prejeli kopijo, medtem ko so faraoni hranili izvirnike v knjižnici v svojem muzeju.
Kot raziskovalna institucija je knjižnica napolnila svoje police z novimi deli iz matematike, astronomije, fizike, naravoslovja in drugih predmetov. Njeni empirični standardi so bili uporabljeni v enem od prvih in zagotovo najmočnejših domov za resno besedilno kritiko. Ker je isto besedilo pogosto obstajalo v več različnih različicah, je bila za zagotovitev njihove resničnosti ključnega pomena primerjalna besedilna kritika. Ko je bilo enkrat ugotovljeno, so bile narejene kanonične kopije za znanstvenike, kraljestvo in bogate bibliofile po vsem svetu, ta trgovina prinaša dohodek v knjižnico.

## Zgodovina
Knjižnica je bila nedvomno ena največjih in najpomembnejših knjižnic v starodavnem svetu, vendar so podrobnosti o tem mešanica zgodovine in legende. Njen glavni namen je bil pokazati bogastvo Egipta, z raziskavami kot manjšim ciljem, njena vsebina vendar pa je bila uporabljena tudi za pomoč vladarju Egipta.
Po najzgodnejšem viru informacij je pseudoepigrafsko Aristejevo pismo, sestavljeno med okoli 180 in 145 pr. n. št., je knjižnico v začetku organiziral Demetrij Falerunski, Aristotelov študent, pod vladavino Ptolemaja I. Soterja. Drugi viri trdijo, da je bila ustvarjena pod vladavino njegovega sina Ptolemaja II. Knjižnica je bila zgrajena v Brucheionu (kraljeva četrt) v slogu Aristotelovega liceja, in je mejila na (kot servis) Musaeum (grški tempelj ali »hiša muz«, od koder izraz »muzej«).
Knjižnica v Aleksandriji je bila zadolžena za zbiranje vsega svetovnega znanja, večino osebja pa je prevzela nalogo prevajanja del na papirus. To so delali z agresivnim in dobro financiranim kraljevim mandatom, ki vključuje potovanja na knjižne sejme na Rodos in v Atene . Po Galenu, so bile vse knjige, ki so bile najdene na ladjah, ki so prišle v pristanišče, odposlane v knjižnico in navedene kot »ladijske knjige«. Uradni pisarji so nato kopirali te spise; izvirniki so bili shranjeni v knjižnici, kopije pa so bile poslane lastnikom. Poleg zbiranja del iz preteklosti je knjižnica služila kot gostiteljica mednarodnih znanstvenikov, ki jih je spodbujala Ptolemajska dinastija s potovanji, nastanitvijo in štipendijami za njihove celotne družine.
Kot pravi Galen, je Ptolemaj III. zahteval dovoljenje Atencev, da si sposodijo izvirne zapise Ajshila, Sofokleja in Evripida, za kar so Atenci zahtevali ogromno denarja, petnajst talentov (450 kg) plemenite kovine kot jamstvo. Ptolemaj III. je srečen plačal pristojbino, vendar je ohranil izvirne zapise za knjižnico. Ta zgodba se lahko tudi napačno razlaga, da se pokaže moč Aleksandrije nad Atenami. Ta podatek izhaja iz dejstva, da je bila Aleksandrija dvosmerno pristanišče med celino in otokom Faros, kjer se je srečevala trgovina z vzhoda in zahoda, in je bil mednarodno središče trgovanja, vodilnega proizvajalca papirusov in, kasneje knjig.
Uredniki v Aleksandrijski knjižnici so bili še posebej dobro znani po svojem delu na Homerjevih besedilih. Najbolj znani uredniki so imeli tudi naziv knjižničar. Med njimi so bili Zenodot, Apolonij Rodoški, Eratosten, Aristofan Bizantski in Aristarh Samotraški in mnogi drugi.

### Uničenje
Požar Aleksandrijske knjižnice, vključno z neizmerno izgubo starih del, je postal simbol nepovratne izgube javnega znanja. Čeprav obstaja mit o »goreči knjižnici«, je morda knjižnica večkrat v letih utrpela več požarov ali drugih načinov uničenja. Stari in sodobni viri identificirajo več možnih priložnosti za delno ali popolno uničenje [25].
Med Cezarjevo državljansko vojno leta 48. pr. n. št. je Julij Cezar oblegal Aleksandrij. Številni starodavni viri opisujejo Cezarja, ki je zanetil ogenj iz svojih ladij in navaja, da se je ta ogenj razširil v knjižnico in jo uničil.
 Ko si je sovražnik prizadeval prekiniti komunikacijo z morja, je bil prisiljen, da to nevarnost preusmeri z ognjem iz ladij, ki so po požaru dokov prodirali in uničili veliko knjižnico. — Plutarh, Life of Caesar
To je trdil v 4. stoletju tako poganski zgodovinar Ammianus Marcellinus kot krščanski zgodovinar Orosius, ki je zapisal, da je knjižnico uničil Cezarjev ogenj. Vendar Florus in Lucan trdita, da so plameni zažgali le njen del in nekatere »hiše blizu morja«.
Zdi se, da je knjižnica do neke mere še naprej obstajala, dokler ni bila njena vsebina v veliki meri izgubljena v času ko je cesar Avrelijan (270-275 n. št. ) prevzel mesto, ko je zatrl upor kraljice Zenobie iz Palmire. V času boja je bilo poškodovano območje mesta, v katerem je bila glavna knjižnica. Nekateri viri trdijo, da je preživela manjša knjižnica v Serapeumu, čeprav je Ammianus Marcellinus zapisal o knjižnici v templju Serapeum kot stvar preteklosti, ki je bila uničena, ko je Cezar opustošil Aleksandrijo.
Poganstvo je postalo nezakonito z ediktom cesarja Teodozija I. leta 391. Aleksandrijske templje je istega leta zaprl patriarh Teofil Aleksandrijski. Zgodovinar Sokrat Sholastik opisuje vse poganske templje v Aleksandriji, ki so bili uničeni, vključno s Serapeumom. Nekateri učenjaki verjamejo, da so bili ostanki Aleksandrijeve knjižnice v tem trenutku uničeni, ker je Serapeum nekoč imel del Velike knjižnice. [36] Vendar ni znano, koliko knjig je vsebovala v času uničenja, sodobni znanstveniki pa knjižnice ne omenjajo neposredno.
Leta 642 je Aleksandrijo zajela muslimanska vojska 'Amr ibn al-'Asa. Več kasnejših arabskih virov opisuje uničenje knjižnice po naročilu kalifa Omarja. Bar-Hebraeus, ki piše v 13. stoletju, citira Omarja kot pravi za Yaḥyā al-Naḥwīja: »Če so te knjige v soglasju s Koranom, jih ne potrebujemo in če mu nasprotujejo, jih uničite«. Kasnejši znanstveniki so skeptični o teh zgodbah glede na obseg časa, ki je minil, preden so bile zapisane in politične motivacije različnih piscev.

## Zapuščina
Čeprav so bili uničeni različni sestavni deli zgradbe knjižnice, so se centri akademske odličnosti že preselili v različne prestolnice. Poleg tega je mogoče, da je večina gradiva iz Aleksandrijske knjižnice dejansko preživela preko cesarske knjižnice v Konstantinoplu, Akademije Gondišapur in Hiše modrosti. To gradivo je nato lahko ohranila Reconquista, kar je pripeljalo do oblikovanja evropskih univerz in sestavljanja starodavnih besedil iz prej raztresenih fragmentov.
Bibliotheca Alexandrina je bila leta 2002 zgrajena kot sodobna knjižniča in kulturno središče, ki spominja na izvirno Aleksandrijsko knjižnico.

## Drugi viri
- Berti, Monica; Costa, Virgilio (2010). La Biblioteca di Alessandria: storia di un paradiso perduto. Tivoli (Roma): Edizioni TORED. ISBN 978-88-88617-34-3.
- El-Abbadi, Mostafa (1992). Life and Fate of the Ancient Library of Alexandria (2 izd.). Paris: UNESCO. ISBN 92-3-102632-1.
- Jochum, Uwe. "The Alexandrian Library and Its Aftermath" from Library History vol, pp. 5–12.
- Orosius, Paulus (trans. Roy J. Deferrari) (1964). The Seven Books of History Against the Pagans. Washington, D.C.: Catholic University of America. (No ISBN).
- Olesen-Bagneux, O. B. (2014). The Memory Library: How the library in Hellenistic Alexandria worked. Knowledge Organization, 41(1), 3-13.
- Parsons, Edward. The Alexandrian Library. London, 1952. Relevant online excerpt.
- Stille, Alexander: The Future of the Past (chapter: "The Return of the Vanished Library"). New York: Farrar, Straus and Giroux, 2002. pp. 246–273.